# Volgré
Volgré est une ancienne commune française, située dans le département de l'Yonne en région Bourgogne-Franche-Comté, devenue, le 1er janvier 2017, une commune déléguée de la commune nouvelle de Montholon avec Aillant-sur-Tholon, Champvallon et Villiers-sur-Tholon.

## Histoire
Volgré est issu d'un apport germanique (Volchradus) puis gaulois (volgradus), qui a donné Volgré (XIIIe siècle) puis Vougré (1491).

## Politique et administration
| Période    | Période       | Identité          | Étiquette | Qualité |
| ---------- | ------------- | ----------------- | --------- | ------- |
| avant 1988 | 1989          | Jean Torchebœuf   |           |         |
| 1989       | ?             | Jean Coulon       | DVD       |         |
| 2001       | 02 Avril 2022 | David Sevin       |           |         |
| avril 2022 |               | Thierry Roumegoux | DVD       |         |

## Démographie
L'évolution du nombre d'habitants est connue à travers les recensements de la population effectués dans la commune depuis 1793. À partir du 1er janvier 2009, les populations légales des communes sont publiées annuellement dans le cadre d'un recensement qui repose désormais sur une collecte d'information annuelle, concernant successivement tous les territoires communaux au cours d'une période de cinq ans. 
Pour les communes de moins de 10 000 habitants, une enquête de recensement portant sur toute la population est réalisée tous les cinq ans, les populations légales des années intermédiaires étant quant à elles estimées par interpolation ou extrapolation. Pour la commune, le premier recensement exhaustif entrant dans le cadre du nouveau dispositif a été réalisé en 2008,.
En 2014, la commune comptait 353 habitants, en évolution de +8,95 % par rapport à 2009 (Yonne : −0,46 %, France hors Mayotte : +2,49 %).
| 1793 | 1800 | 1821 | 1831 | 1836 | 1841 | 1846 | 1851 | 1856 |
| ---- | ---- | ---- | ---- | ---- | ---- | ---- | ---- | ---- |
| 337  | 360  | 343  | 394  | 408  | 405  | 414  | 422  | 422  |

| 1861 | 1866 | 1872 | 1876 | 1881 | 1886 | 1891 | 1896 | 1901 |
| ---- | ---- | ---- | ---- | ---- | ---- | ---- | ---- | ---- |
| 438  | 440  | 463  | 458  | 426  | 430  | 398  | 392  | 365  |

| 1906 | 1911 | 1921 | 1926 | 1931 | 1936 | 1946 | 1954 | 1962 |
| ---- | ---- | ---- | ---- | ---- | ---- | ---- | ---- | ---- |
| 374  | 320  | 297  | 272  | 262  | 255  | 222  | 226  | 224  |

| 1968 | 1975 | 1982 | 1990 | 1999 | 2008 | 2013 | 2014 | - |
| ---- | ---- | ---- | ---- | ---- | ---- | ---- | ---- | - |
| 222  | 212  | 238  | 260  | 315  | 322  | 353  | 353  | - |

## Monuments
L'église Saint-Claude-Sainte-Barbe est une église à trois nefs, du XVIe siècle, dont la longueur du vaisseau mesure 20,50 m ; la largeur des nefs 15,70 m ; la hauteur de la voûte à la nef 8,75 m. La partie la plus ancienne est le chœur qui date de la Renaissance. Son mobilier comprend :
- le tableau de l'Adoration des bergers, ornant l'autel-retable de l'école française du troisième quart du XVIIe siècle, a été classé monument historique au titre d'objet, en 1992 ;
- le Christ en croix entre la Vierge et saint Jean, est un groupe sculpté de trois statues en bois, et date du troisième quart du XVIIe siècle. Il est classé monument historique au titre d'objet en 1992.

Église Saint-Claude-Sainte-Barbe
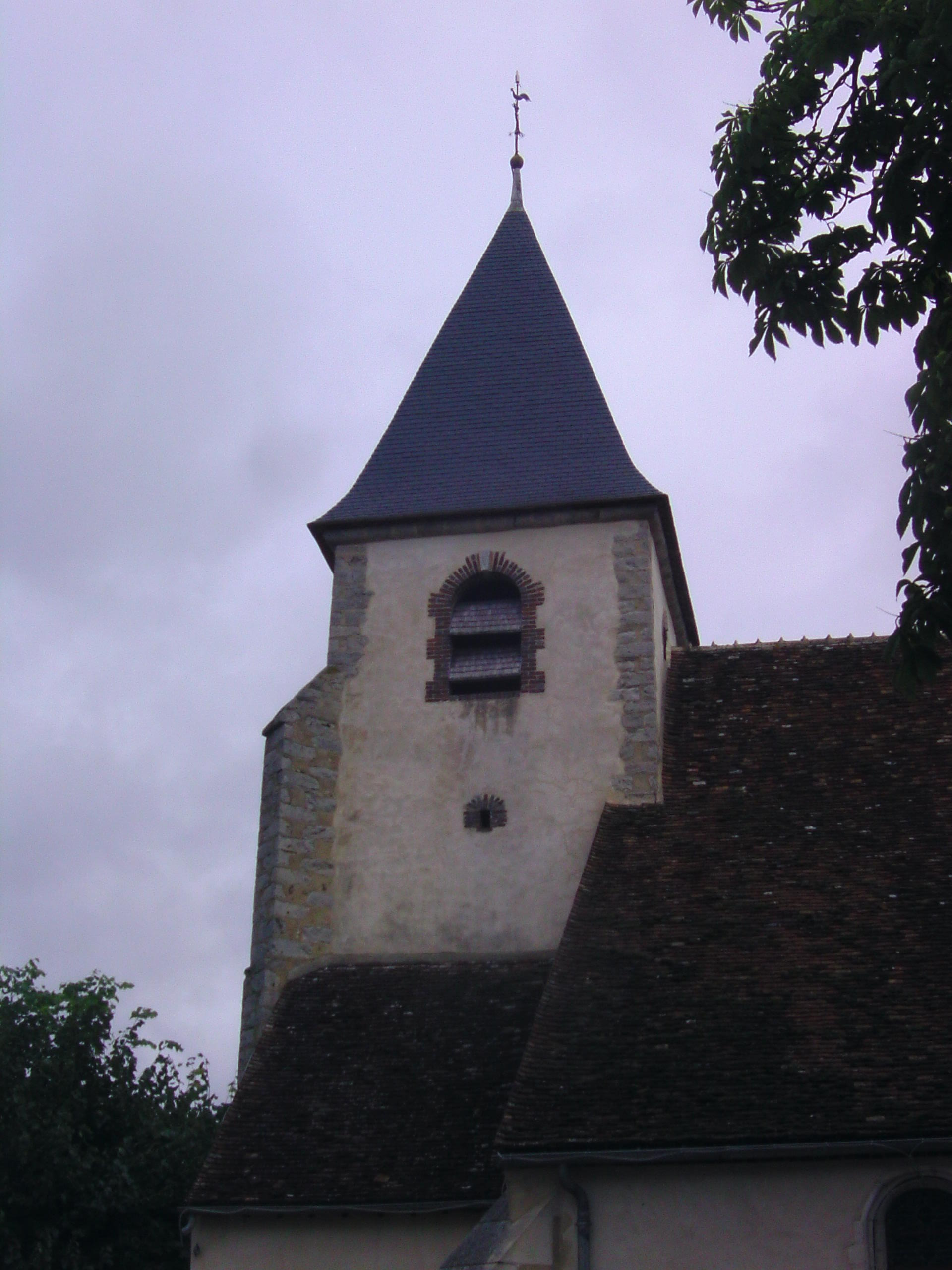
Église de Volgré.
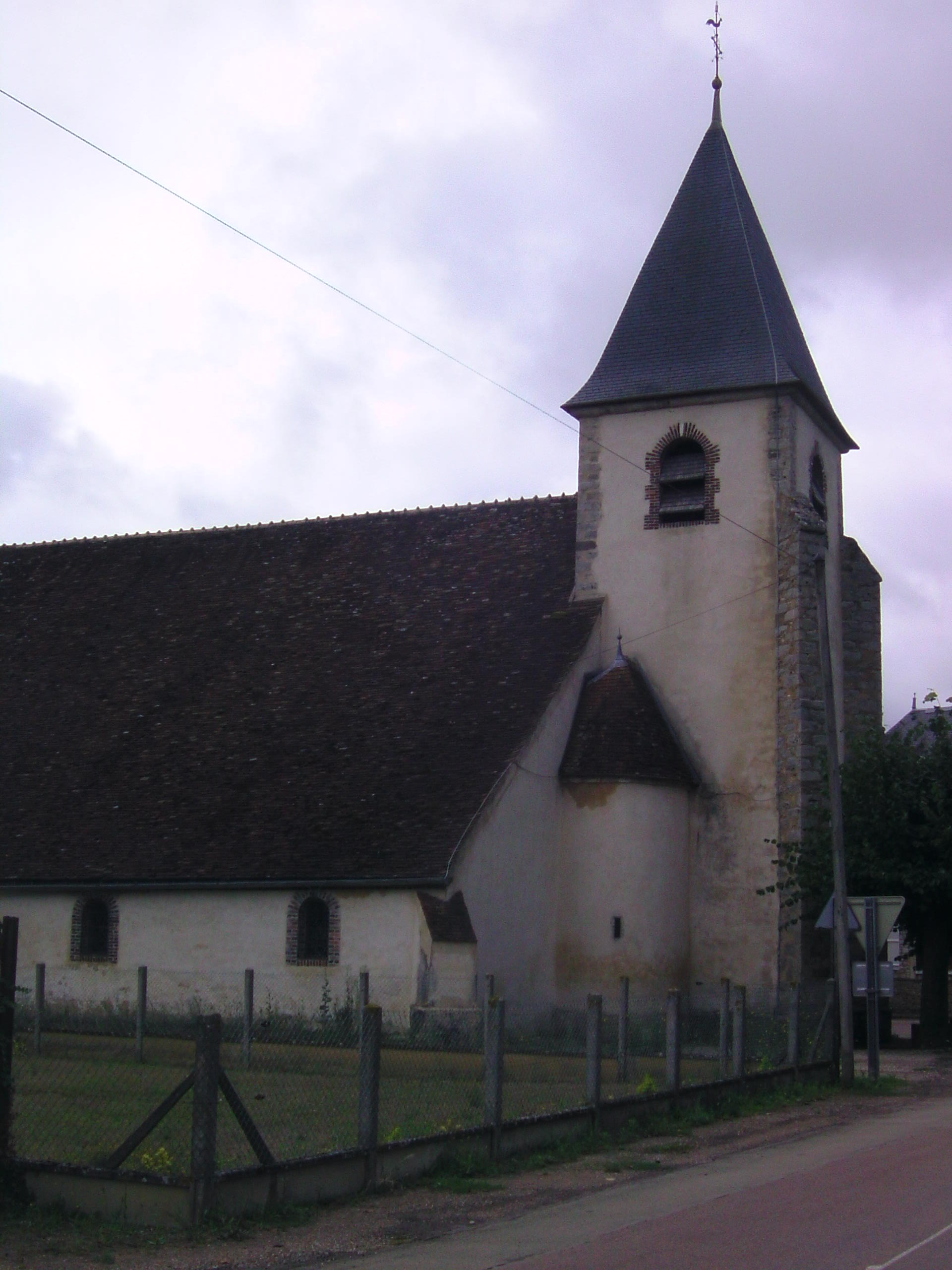
Église de Volgré.
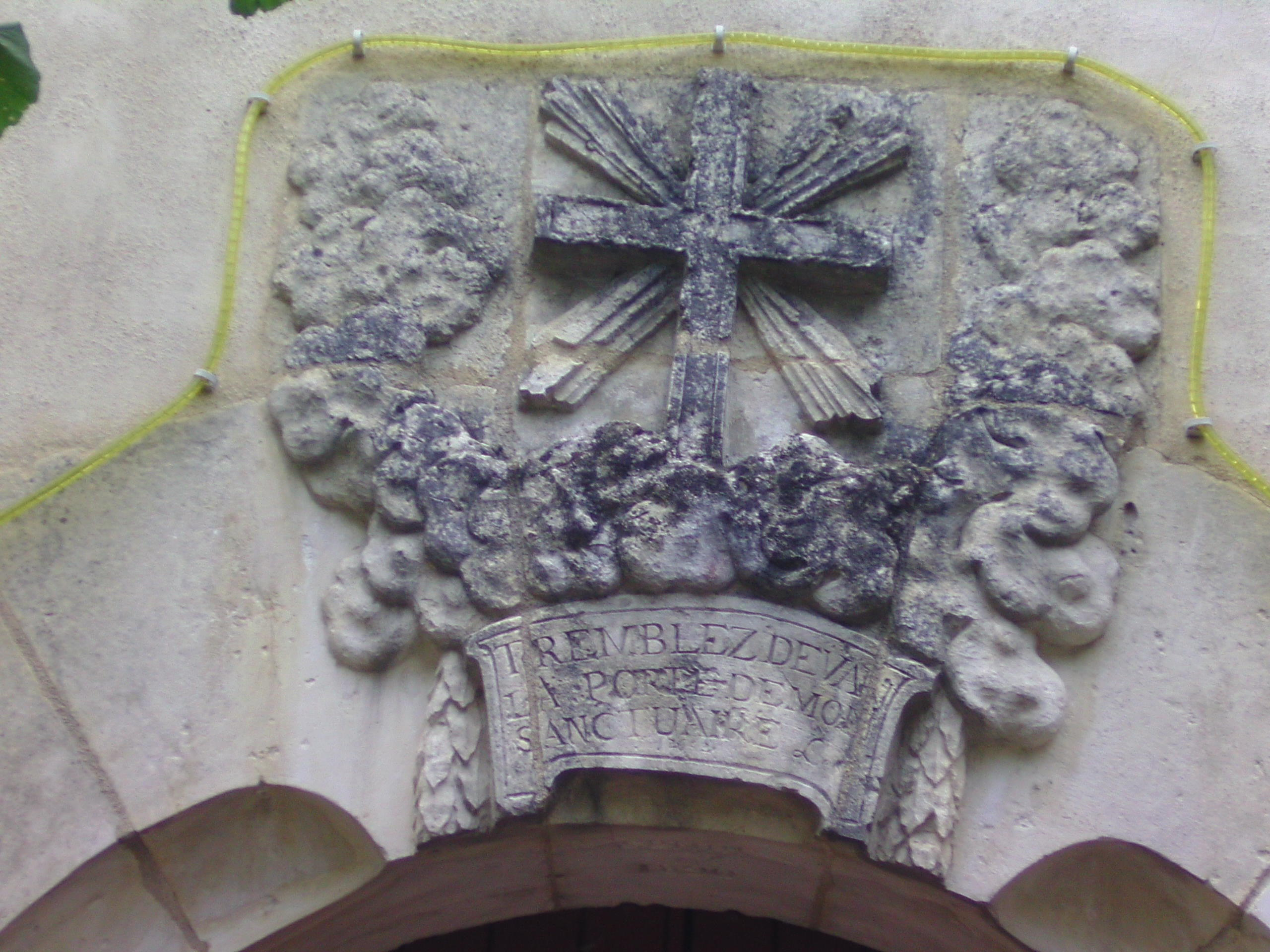
Portail de l'église.

## Environnement
La commune inclut deux ZNIEFF :
- la ZNIEFF des étangs, prairies et forêts du Gâtinais sud oriental[8],[9] vise un habitat d'eaux douces stagnantes ; les autres habitats inclus dans la zone sont des eaux courantes, des prairies humides et mégaphorbiaies, et des bois ;
- la ZNIEFF du bois de la rivière nord-est[10] se partage 186 ha entre Béon et Volgré. Le milieu déterminant de cette ZNIEFF est la forêt, ici parsemée de points d'eaux douces stagnantes.

## Personnalités liées à la commune
- Madame de Vieil-Chatel de Vaillé : décédée en 1805, elle a légué par testament aux communes de Volgré et Senan 13 800 francs. Il a fallu un arrêt de la cour royale en 1843 pour répartir les legs de façon équitables entre les deux communes.
- Jacqueline Gavet-Sénès, Jeannette et Paulo - Un amour fou, l'Harmattan, 2004. La narratrice évoque Volgré, le pays de son père.

## Pour approfondir